# Fast Tracker
Fast Tracker, nello specifico Fast Tracker 2 (detto FT2), è un software di tipo tracker usato per produrre musica digitale, creato da Fredrik "Mr. H" Huss e Magnus "Vogue" Högdahl, due membri di un gruppo "demo" svedese di nome Triton, ora conosciuti come Starbreeze Studios, nel 1992.

## Descrizione
L'interfaccia di FT2 è largamente ispirata all'aspetto del Pro Tracker di Amiga. La schermata generica è costituita da un editor di "pattern" nella metà inferiore, e da un selettore di strumenti e impostazioni generali nella parte superiore. L'editor di pattern può essere cambiato facendo apparire un editor di "sample" e di strumenti. Il programma ha, al suo interno, un gioco chiamato "Nibbles", che ricorda il classico gioco del serpente, popolare oggigiorno sui telefoni cellulari.
Fast Tracker 2 supporta una varietà di formati di file diversi, anche se in genere solo due sono usati dai musicisti: il formato XM (Extended Module e il formato XI (Extended Instrument). Le musiche in formato XM sono ancora molto popolari in quanto sono facilmente comprimibili, e in genere anche non compresse occupano molto meno spazio rispetto a musiche in formato MP3 di pari durata.
FT2 funziona con un estensore DOS a 32 bit e supporta le schede sonore Gravis Ultrasound, Sound Blaster, Covox e anche il PC speaker del computer. Questo rende difficile il suo utilizzo sui sistemi odierni che usano le più recenti versioni di Windows, in quanto MS-DOS non è più supportato. A causa di ciò, molti musicisti appassionati tengono ancora da parte un computer piuttosto vecchio che usa un hardware ottimale per il tracker.
Un altro modo per far funzionare FT2 sotto Windows è l'uso di DOSBox - anche se il programma è preciso e simula bene l'ambiente DOS, è ancora in via di perfezionamento e soffre di qualche problema riguardo al sonoro.
Nonostante ormai il software sia stato distribuito per l'uso senza profitto, e molti cloni basati su FT2 siano stati sviluppati da terze parti, molti musicisti appassionati di tracker stanno ancora aspettando un "clone perfetto" di FT2.
Il suo rivale principale era Impulse Tracker.
La versione più recente disponibile, non modificata da terze parti, è la 2.09.